# Zeuxapta seriolae
Zeuxapta seriolae är en plattmaskart. Zeuxapta seriolae ingår i släktet Zeuxapta och familjen Heteraxinidae. Inga underarter finns listade i Catalogue of Life.